# Synagogue de Surabaya
 (septembre 2012).
Si vous disposez d'ouvrages ou d'articles de référence ou si vous connaissez des sites web de qualité traitant du thème abordé ici, merci de compléter l'article en donnant les références utiles à sa vérifiabilité et en les liant à la section « Notes et références ».
La synagogue Beit Hashem de Surabaya est une synagogue qui se trouvait dans la ville de Surabaya, capitale de la province de Java oriental en Indonésie. Elle a longtemps été la seule synagogue du pays mais a été fermée en 2009 puis détruite en 2013 pour faire place à un hôtel de 17 étages tandis qu’une autre synagogue a été ouverte à Manado.

## Localisation
L'adresse de cette synagogue était Jalan Kayun 6, dans le quartier arabe de la ville, sur un terrain de 2 000 m2 situé non loin de la rivière Kali Mas.

## Historique
La bâtisse était une maison construite en 1939, à l'époque des Indes néerlandaises, achetée par la communauté juive de Surabaya à un médecin hollandais et transformée en synagogue en 1948. Seules la mezouzah (rouleau de parchemin sur lequel sont inscrits deux passages du Deutéronome) dans l'entrée et deux étoiles de David gravées dans la porte en teck signalent une synagogue car elle ne possède ni livre de Torah, ni rabbin.
La communauté juive indonésienne ne compte que 20 personnes, dont une partie vit à Jakarta, la capitale, et le reste à Surabaya. Celle de Surabaya n'est donc pas suffisamment importante pour fournir un miniane, le quorum de 10 hommes adultes nécessaire pour mener le culte juif en public. La synagogue était donc très peu active.

## Cimetières juifs
S'il n'y avait qu'une seule synagogue dans toute l'Indonésie, il y a en revanche plusieurs cimetières juifs dans le pays : à Semarang dans le centre de Java, à Pangkalpinang dans l'île de Bangka, à Palembang dans le sud de Sumatra, et bien entendu à Surabaya même.